# Hematodinium
A Hematodinium parazita páncélos ostorosok nemzetsége. Tagjai, például típusfaja, a Hematodinium perezi, rákok, például a Callinectes sapidus és a Nephrops norvegicus hemolimfájában endoparazita életmódot folytatnak. Fajai gazdasági károkat okoznak a kereskedelmi ráktenyésztésben, például a Chionoecetes bairdi és Chionoecetes opilio fajokban keserűrák-betegséget okoznak a Bering-tengerben.

## Életmód
A Hematodinium tengeri tízlábú rákokban, ezen belül gyakran hemolimfájukban élő parazita páncélos ostoros. A gazda degenerációjához vezet fertőzése. Korábbi kutatások kimutatták, hogy számos tízlábúrák-fajt érinthet, emellett a felemáslábú és evezőlábú rákok kládját is érintheti. Ide tartoznak többek közt a rövidfarkú rákok, a homárok, az Astacidea és a garnélák is, melyek számos országban kereskedelmileg fontos termékek. A Hematodinium-fertőzés agresszív és alkalmanként halálos, így akár teljes rákpopulációk kihalásához vezethet. A Hematodinium tízlábú rákokban megtalálható a Nyugat-Atlanti-Óceántól Dél-Ausztráliáig. Így az egész világon jelentős károkat tud okozni.

## Történet
A Hematodinium perezi az első tanulmányozott Hematodinium-faj. Jól ismert, így a nemzetség tanulmányozásakor gyakran használt faj. Először 1931-ben írták le Chatton és Poisson Franciaország partjai mentén a Carcinus maenas és Liocarcinus depurator fajokban. Az ekkori tanulmányok nem voltak képesek megbízható adatot adni a nemzetségről, mivel csak kevés tesztelt rák rendelkezett a H. perezi jól látható jeleivel. Mindazonáltal hasonló betegségek felfedezéseit más rákokban szintén ide kötötték Chatton és Poisson első észlelésétől. Később érintettként kimutatott rákok például a Cancer pagurus és a Necora puber
Egy második fajt, a Hematodinium australist Ausztráliában mutatták ki, és megkülönböztették a H. perezitől. Amellett, hogy délen mutatták ki, a trofontaméret és a gömbölyű plazmódiumok jelenléte megkülönböztette a két fajt. Molekuláris kutatások megerősítették a két faj elkülönítését.
Csak kevés meghatározó jellemző van fajaiban. Minden ismert faja rákparazita, hemolimfában élő fonalas plazmódiumállapota, intruzív amőboid trofonta általi fertőzése és dinokarionja van.
Vannak feltételezések szerint ide tartozó fajai, ezek további kutatást igényelnek. A típus- és a később felfedezett fajok közti összehasonlítások hiánya a Hematodinium diverzitásának vizsgálatát megnehezíti. Nehézség, hogy a típusanyagok nem érhetők el összehasonlítható tanulmányozásra, és csak kevés fizikai jellemző különbözteti meg a típusfajt és a potenciális Hematodinium-fajokat. Így az újonnan felfedezett fajokat általánosan „Hematodinium sp.”-ként vagy „Hematodinium-szerűként” írják le. Egyes esetekben új felfedezéseket tévesen H. pereziként azonosítanak a típusfajhoz való hasonlóság miatt.

## Ökológia
Small 2012-es tanulmányai idején 38 rák volt ismert Hematodinium-gazda. Gazdaságilag jelentős gazdái például a Chionoecetes spp. az Északkelet-Csendes- és az Atlanti-óceánból, a Callinectes sapidus az Atlanti-óceánból és az Amerikai Egyesült Államok partjairól, a Necora puber és a Cancer pagurus. Földrajzi elterjedése várhatóan nőni fog, és más vízi területeket ér el az óceáni áramlatok, a gazdák mozgása és az élőhelyek terjeszkedése, valamint a fajokat szállító eszközök útján. Ezenkívül ahogy új rákfajokat használnak a kereskedelemben tengerből származó ételként, új patogén fajokat fedezhetnek fel, ami például több ázsiai ráktenyészetben is történt. Small megjegyezte, hogy csak dél- és kelet-kínai akvakultúrában tenyésztett fajokban ismert Hematodinium-fertőzés, ide tartoznak például a Portunus trituberculatus, a Scylla serrata és az Exopalaemon carinicauda. Ezenkívül néhány Hematodinium-parazitát fedeztek fel orosz vizekben élő rákokban is.

### Kínai ráktenyészetekben észlelt fertőzések
2004-ben Csusan területéről származó P. trituberculatusban mutattak ki Hematodinium-fertőzést. Letargia tüneteit mutatták a fehér izomszövet megjelenése és a tejszerű hemolimfa miatt. Emellett nem volt elég sejtbeli hemolimfájuk, és házaik elszíneződtek. Több mint 120 km2 part menti akvakultúra vált érintetté, helyenként 60% feletti halálozási arányokkal. Ez volt Kínában az első kimutatott Hematodinium-járvány.
2005-ben a S. serratában mutatták ki a Hematodinium-fertőzést Csöcsiang tartományban. Hematodinium-trofonták, -prespórák és -dinospóra-állapotok voltak jelen a vizsgált példányokban. A fertőzött rákok vékonyabbak voltak a szokásosnál, jelentős fehérizom-tömegük, házuk alatt tejszerű folyadék volt. Más S. serrata-kultúrákat is érintettek a Hematodinium-fertőzések ez évben. Szállításkor az érintett rákok főtt narancsra hasonlító megjelenést mutattak, és nem sokkal később meghaltak.
2008-ban Csusanban az  'E. carinicauda-akvakultúrában okozott jelentős károkat a Hematodinium-járvány. A rákok lanyhává váltak, fehér izommal és hemolimfával rendelkeztek. Helyenként a mortalitás a 100%-ot is elérte, teljes tenyészeteket kioltva.
A fenti járványok kutatásai alapján egy parazita több rákot is fertőzhet, mivel az E. carinicauda, a P. trituberculatus és a S. serrata parazitáinak SSU rDNS- és ITS1 rDNS-szakaszai is hasonlónak bizonyultak.

### Orosz ráktenyészetekben észlelt fertőzések
2006-ban az Ohocki-tengerben a Paralithodes camtschaticust és a Paralithodes platypust kis arányban érintő Hematodinium-fertőzést mutattak ki. A királyrákok hemolimfája a parazita bejutása után krémszínűvé, húsuk rossz ízűvé vált a „keserűrák-betegséghez” hasonlóan. Nagy mennyiségű Hematodinium-parazitát találtak különböző vegetatív életszakaszokban minden rákszövetmintában.

## Morfológia
A Hematodinium fajai a páncélos ostorosok nagy részének jellemzőit hordozzák, ilyenek például a dinokarion, a pellikula, a csupasz dinospórák és a dinomitózis. Mivel kevés fajt tanulmányoztak, életciklusa kevéssé ismert. Plasztiszát fokozatosan elveszthette.

## Életciklus
Feltehetően spórabevitel a fő transzmissziós út. Azonban a trofontabevitellel járó kannibalizmus is lehet transzmissziós út. A trofonták általában a gazda hemolimfájában vannak, és gyorsan szaporodnak szkizogóniával. A H. perezi 2–8 magvú plazmódiumai mozgásra képesek. Ezután sporuláció következik, mely során prespórák, majd dinospórák keletkeznek. Ez utóbbiak feltehetően a ház kis nyílásain vagy az antennamirigyeken keresztül távoznak. A makrospórák néhány mikrométerrel nagyobbak a mikrospóráknál, és mindkettő több napig életképes gazdán kívül. A sporogenezis a plazmódium töredezésével történik.
Az életszakaszok különbözhetnek a parazita bevitelének ideje és a különböző gazdákban lévő eltérő érési sebességek miatt. Például C. bairdi esetén a sporuláció 15–18 hónap után kialakuló következik be gyorsan szaporodó prespóraállapoton keresztül, melyet gyors – 1–2 napos – halál követ.:3–4 Ezzel szemben P. pelagicus és S. serrata gazdákban a Hematodinium gyorsabban érik: például S. serratából származó meg nem nevezett faj injekciója után a S. serrata 114–193, a P. pelagicus 79–266 napig, a P. pelagicusból származó H. australis injekciója után mindkét faj legalább 16 napig él, míg a H. australisszal fertőzött P. pelagicus-szövet evése után a S. serrata legalább 21, a P. pelagicus legalább 67 napig él.
Rezervoárjai lehetnek például felemáslábú rákok és más Chionoecetes-fajok egyaránt.:4

### Nephrops norvegicusból származó meg nem nevezett faj
Egyik ismert életciklusú faja egy Nephrops norvegicusból izolált meg nem nevezett Hematodinium-parazita. Appleton és Vickerman in vitro kísérletei a makro- és mikrodinospórák egyesülését írták le, melyek fonalas trofontákat hoznak létre, és „Gorgonlock”-kolóniákat alkotnak. E kolóniák később „tömör” kolóniákká vagy összefonódó plazmódiumkolóniákká, arachnoid trofontákká alakulhatnak. Ez utóbbiak arachnoid sporontákká alakulhatnak, melyek sporogóniával sporoblasztokat hozhatnak létre. A sporogenezis során a sporoblasztok makro- és mikrospórákká alakulnak, lezárva az életciklust. Feltételezték, hogy a Hematodinium-fajok leggyakrabban leírt életszakasza a sporogónia. Azonban más kutatók ezt cáfolják, mivel trofikus állapotokat is találtak más gazdákban.

### Részleges életciklusok
Egy, a C. bairdi hemolimfájából izolált meg nem nevezett faj életciklusa részben ismert. A trofonta plazmódiumként amőboid trofontákat hozott létre, melyek pre- és dinospórákká alakultak. Makrodinospórái hossza 12–14, mikrospóráié 7–9 μm.
Egy Callinectes sapidusból izolált Hematodinium-faj életciklusa is ismert részben. Ez a N. norvegicus parazitájától eltér: a féreg alakú plazmódium vagy plazmódiumokat létrehozva csírázik, vagy merogóniába lép. A vegetatív amőboid trofonták a szegmentáció során leválnak, ezután hasadás kezdődik. Végül az amőboid trofonták az utolsó hasadásra megállnak a magas sejtsűrűség miatt, végül sporogóniás osztódással 4 dinospórát termelnek.

## Gyakorlati jelentőség
A rákok a globálisan termelt tengeri élőlények nagy részét kiteszik. Gazdaságilag fontosak világszerte, így egy járvány több százezer dolláros veszteséget okozhat. A Hematodinium parazitái a kereskedelemben fontos rákok mortalitását növelve képes lehet a rákpiac csökkenését elindítani. Erre fontos példa a délkelet-alaszkai rákok „keserűrák-betegsége” gazdasági hatása. E fertőzés a rák biokémiai összetételét megváltoztatva az ízt kedvezőtlenül változtatja. Egy érintett gazda is eltörölhet egy teljes rákszállítmányt. Több mint 250 000 dollár veszteséget okoz a normálisnál magasabb rákmortalitás. Ezenkívül Virginia állam bevételei évi 500 000 és 1 000 000 dollár közti értékkel csökkennek a C. sapidus-populációk nyári-öszi leíratlan csökkenése miatt erősen sós vizekben.
A Hematodinium spp. teljes hatása a gazdaságban fontos vízi élőlényekre nem elemezhető az élő áruk természete miatt. A holt vagy távoli rákok nem elemezhetők parazitafertőzésre, a fiatal vagy a felnőtt nőstény rákok gyakran szintén kis mennyiségben vannak jelen a mintákban.
Több módszert használnak a Hematodinium spp. diagnosztizálására rákokban. Ilyenek például a szemrevétel, a nedves kenet, a semleges vörös festék, a hisztológia és a molekuláris elemzés. A további hatáskutatás támogatását a még sokoldalúbb tudományos módszerek fejlesztése segítheti, melyekkel a kockázatos rákpopulációk azonosíthatók.

## Fordítás
Ez a szócikk részben vagy egészben  a   Hematodinium című angol Wikipédia-szócikk ezen változatának fordításán alapul.  Az eredeti cikk szerkesztőit annak laptörténete sorolja fel. Ez a jelzés csupán a megfogalmazás eredetét és a szerzői jogokat jelzi, nem szolgál a cikkben szereplő információk forrásmegjelöléseként.